# Sárgaánizs
A sárgaánizs (Illicium parviflorum) illatos, az Illicium nemzetségbe tartozó örökzöld cserjefaj. Dísznövényként hasznosítják, mert gondozás mellett jól tűr más éghajlati viszonyokat, és igénytelensége miatt is sokan kedvelik.

## Elterjedése
Őshonos növény az Amerikai Egyesült Államok délkeleti részén, elsősorban Florida és Georgia államokban. Közeli rokona a japán csillagánizsnak és földrajzi értelemben legközelebbi fajtársához, a szintén amerikai bíboránizshoz hasonlóan mérgező növény. Az említett fajoktól virága miatt könnyen megkülönböztethető, hiszen az sárga színben pompázik.

## Leírása

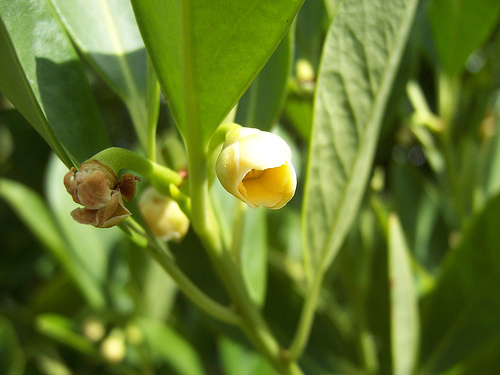
virága

A sárgaánizs vonzó lomblevelű fás szárú örökzöld növény. Kinézete alapján egy nagy bokor vagy amennyiben nem nyírják, akár fához is hasonlítható. Magassága elérheti akár a hat métert is és a lombkoronájának az átmérője három-négy méter lehet. Az elliptikus levelei 9-13 centiméter hosszúak és 2,5-5 centiméter szélesek. A levelek összemorzsolása esetén kellemesen ánizsos aromás illatú. A virágai zöldes-sárga színűek és kisméretűek, egy-két centiméter átmérőjűek. A magja csillag alakú, körülbelül 2,5 centiméter nagyságú.

## Felhasználási területei
Toxikussága miatt étkezési célra felhasználni nem lehet. Gyógyászati felhasználása nem ismert, azonban kitűnő dísznövény. Aránylag kevés kertészmunkát igényel, ezért kedvelt kerti bokor Amerikában.

## Aromás anyagai
A levele 90% feletti szafrolt tartalmaz, mely a növény alapillatát likőrökhöz és a mentához teszi hasonlóvá. A másik fő illatanyaga a linalool, mely kellemes levendulához hasonló érzetet ad a növénynek és találhatunk benne metileugenolt is.

## Fordítás
- Ez a szócikk részben vagy egészben az Illicium parviflorum című angol Wikipédia-szócikk ezen változatának fordításán alapul.  Az eredeti cikk szerkesztőit annak laptörténete sorolja fel. Ez a jelzés csupán a megfogalmazás eredetét és a szerzői jogokat jelzi, nem szolgál a cikkben szereplő információk forrásmegjelöléseként.

## Külső hivatkozások
- A taxon adatlapja az ITIS adatbázisában. Integrated Taxonomic Information System. (Hozzáférés: 2010. szeptember 19.)
- Illicium sp. (angol nyelven). toptropicals.com. (Hozzáférés: 2010. szeptember 18.)